# Pascal Mayer (musicien)
Pour les articles homonymes, voir Pascal Mayer.
 (août 2025).
Motif : Existe-t-il des sources centrées d'envergure nationale sur ce musicien et chef de chœur ? Article créé automatiquement à partir de Patrinum, base de données vaudoise.
- Archive Wikiwix
- Bing
- Cairn
- DuckDuckGo
- E. Universalis
- Gallica
- Google
- G. Books
- G. News
- G. Scholar
- Persée
- Qwant
- (zh) Baidu
- (ru) Yandex
- (wd) trouver des œuvres sur Wikidata

| 1. | Préciser le motif de la pose du bandeau. | Précisez le motif de la pose du bandeau en utilisant la syntaxe suivante : {{admissibilité à vérifier\|date=août 2025\|motif=remplacez ce texte par le motif}}                               |
| 2. | Informer les utilisateurs concernés.     | Pensez à avertir le créateur de l'article, par exemple, en insérant le code ci-dessous sur sa page de discussion : {{subst:avertissement admissibilité à vérifier\|Pascal Mayer (musicien)}} |

Pascal Mayer, né en 1958, est un musicien, chef de chœur, enseignant et superviseur musical suisse.

## Biographie

### Enfance et formation
Né en 1958, Pascal Mayer effectue ses études de chant et de direction chorale aux conservatoires de Fribourg et Zurich. Membre de l'Ensemble vocal de Lausanne (dir. Michel Corboz), du Chœur de la radio romande (dir. André Charlet) et du Chœur de chambre de Stuttgart (dir. Frieder Bernius), il prépare pendant cinq ans le Basler Kammerchor pour Paul Sacher et dirige durant dix ans le chœur Da Camera de Neuchâtel.

## Carrière
En 1978, Pascal Mayer fonde le Chœur de l'université et les jeunesses musicales de Fribourg ainsi qu'en 1987, le Chœur de chambre de l'Université de Fribourg. En 1995, avec le chef de chœur valaisan Hansruedi Kämpfen (de), Pascal Mayer constitue, dans le cadre de la Fédération suisse Europa Cantat, le Chœur suisse des jeunes. De 1993 à 1997, il travaille comme codirecteur aux côtés d'André Charlet à la tête du Chœur de chambre romand. Il dirige également à Lausanne le Chœur Faller (1989-2009) et le Chœur Pro Arte (depuis 2000),, ensembles avec lesquels il aborde le répertoire d'oratorio. Lors des concerts, il engage régulièrement l'Orchestre de la Suisse romande, l'Orchestre de chambre de Lausanne, le Sinfonietta de Lausanne et le quatuor Sine nomine. De 1985 à 2020, il enseigne la musique au Collège Ste-Croix de Fribourg. Il y fonde le Chœur du Collège Ste-Croix et le dirige jusqu'en 2020. 
Entre 1996 et 2019, Pascal Mayer prépare les chœurs pour le Festival d'opéra d'Avenches. Il dirige également le chœur du Mitteldeutscher Rundfunk de Leipzig et, depuis 2000, le chœur du Bayerischer Rundfunk de Munich. Depuis 2009, il dirige le chœur du Collegium musicum Luzern. Il enseigne la direction de chœur à la Musikhochschule de Lucerne jusqu'à l'âge de la retraite.
Pascal Mayer exerce depuis plusieurs années une activité de superviseur musical / consultant musical pour le cinéma et la télévision européens via la société Noodles,.